# Charinus bromeliaea
Espèce
Charinus bromeliaea est une espèce d'amblypyges de la famille des Charinidae.

## Distribution
Cette espèce est endémique de Guyane. Elle se rencontre dans la Savane-roche Virginie.

## Habitat
Cette espèce se rencontre dans des Bromeliaceae du genre Aechmea.

## Description
La femelle holotype mesure 5,2 mm.
La carapace de la femelle décrite par Miranda, Giupponi, Prendini et Scharff en 2021 mesure 2,12 mm de long sur 2,94 mm.

## Étymologie
Son nom d'espèce lui a été donné en référence au lieu de sa découverte, une Bromeliaceae.

## Publication originale
- Jocqué & Giupponi, 2012 : « Charinus bromeliaea sp. n. (Amblypygi: Charinidae); a new species of bromeliad inhabiting whip spider from French Guyana. » Zootaxa, no 3158, p. 53–59.